# Ohučov
Ohučov (německy Autschowa) je malá vesnice, část města Staňkov v okrese Domažlice v Plzeňském kraji. Nachází se asi 1,5 kilometru severně od Staňkova. Prochází zde silnice I/26. Je zde evidováno 43 adres. V roce 2011 zde trvale žilo 89 obyvatel.
Ohučov je také název katastrálního území o rozloze 2,83 km².

## Historie
První písemná zmínka o vesnici pochází z roku 1271.

## Obyvatelstvo
| Rok            | 1869 | 1880 | 1890 | 1900 | 1910 | 1921 | 1930 | 1950 | 1961 | 1970 | 1980 | 1991 | 2001 | 2011 | 2021 |
| -------------- | ---- | ---- | ---- | ---- | ---- | ---- | ---- | ---- | ---- | ---- | ---- | ---- | ---- | ---- | ---- |
| Počet obyvatel | 149  | 175  | 173  | 214  | 224  | 226  | 218  | 151  | 151  | 112  | 105  | 91   | 92   | 89   | 93   |
| Počet domů     | 30   | 29   | 29   | 34   | 33   | 37   | 42   | 46   | 46   | 35   | 33   | 38   | 38   | 41   | 42   |

## Obecní správa
Při sčítání lidu v letech 1850–1959 Ohučov byl samostatnou obcí, se kterým patřil nejprve do okresu Horšovský Týn (v letech 1850–1910 Horšův Týn), ale v roce 1950 v okrese Stod. Od roku 1960 je částí města Staňkov v okrese Domažlice.

## Další fotografie

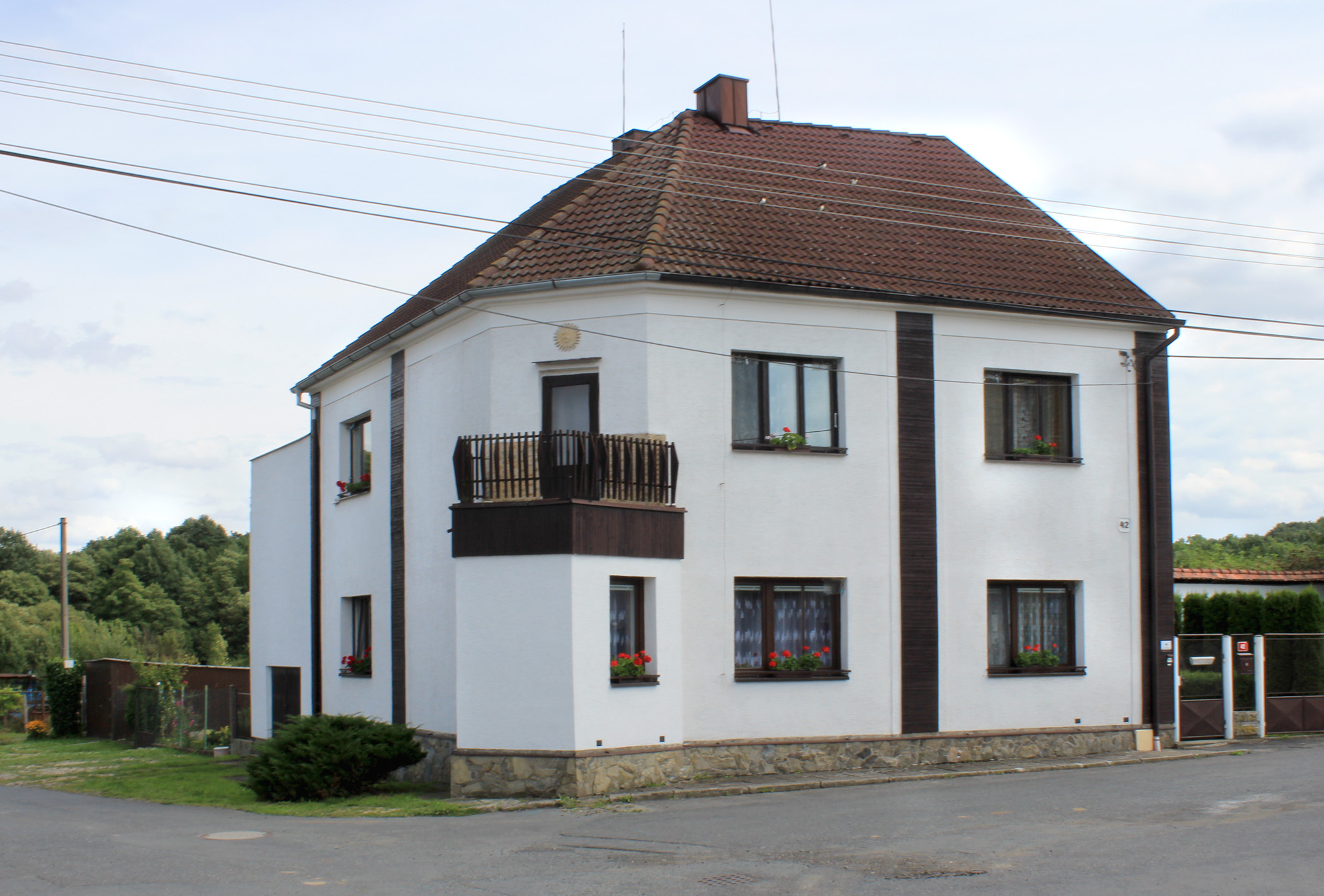
Dům čp. 42
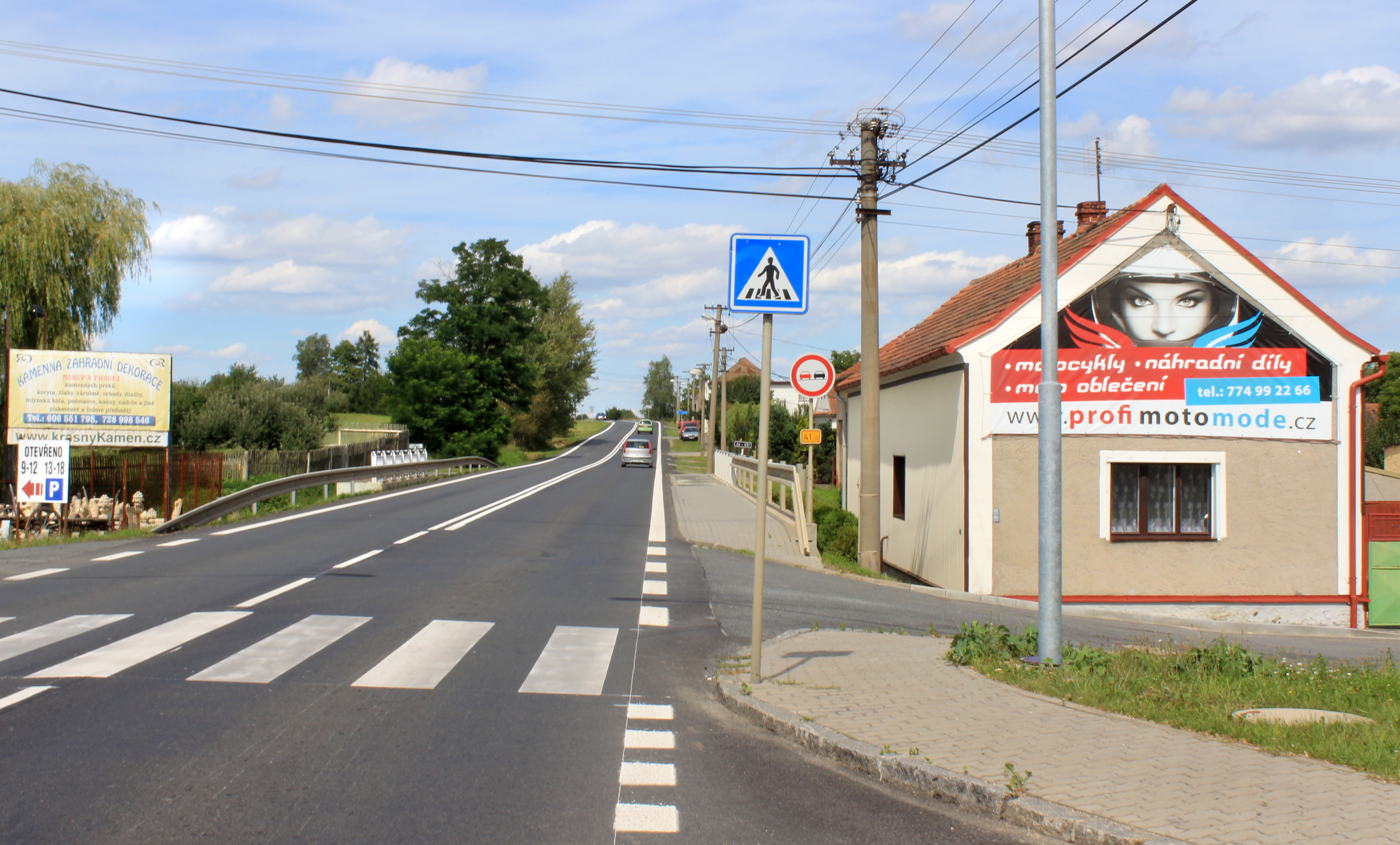
Silnice I/27 na průtahu Ohučovem
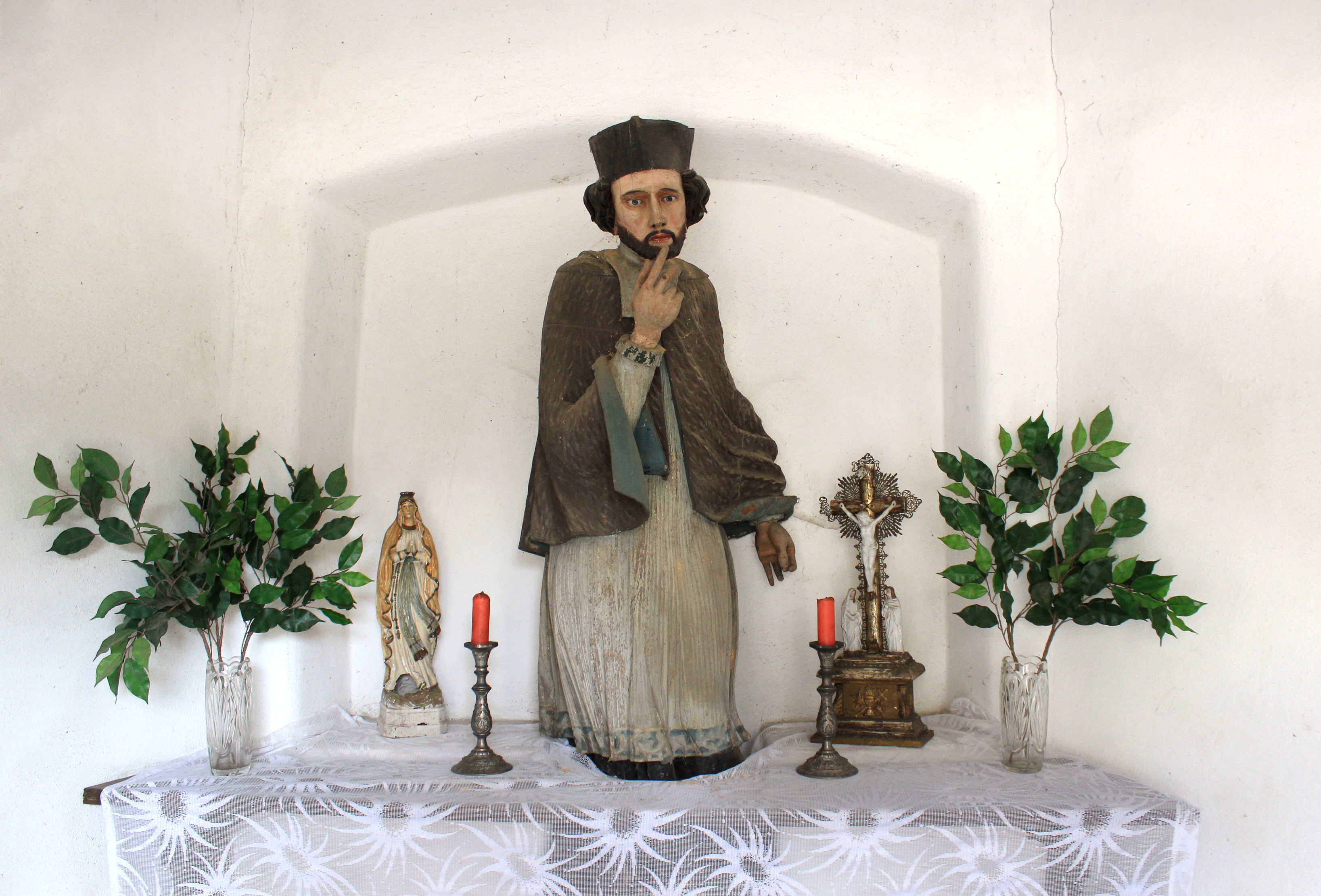
Interiér místní kapličky